# Artur Schäfer
Artur Schäfer (ur. 1903, zm. ?) – zbrodniarz nazistowski, członek załogi niemieckiego obozu koncentracyjnego Dachau i SS-Unterscharführer.
Z zawodu robotnik. Członek NSDAP od 1933. W lipcu 1939 wstąpił do Wehrmachtu. Następnie przeniesiono go do SS i od kwietnia 1943 do kwietnia 1945 pełnił służbę w Allach, podobozie KL Dachau, jako strażnik odpowiedzialny za psy strażnicze oraz kierownik komand więźniarskich w fabryce BMW i kamieniołomach.
Schäfer został osądzony przez amerykański Trybunał Wojskowy w Dachau w procesie US vs. Johann König i inni w dniach 29 września – 7 października 1947. Wymierzono mu początkowo karę 20 lat pozbawienia wolności. Jak ustalił trybunał, oskarżony wielokrotnie bił więźniów kijem lub kablem oraz składał na nich karne raporty, przez co wymierzano im okrutne kary podczas apelu. W wyniku rewizji wyroku 17 lutego 1948 karę obniżono do 5 lat więzienia. Dowody świadczące o zbrodniach popełnionych osobiście przez Schäfera uznano bowiem za nieprzekonujące.